# Yucca filamentosa
La Yucca filamentosa és una planta del gènere Yucca, de la família de les agavàcies, cultivada principalment pels seus usos ornamentals.

## Descripció
Forma rizomes subterranis. Les fulles formen una roseta basal densament arraïmada que pot superar el metre d'amplada; són liniars, d'uns 50 x 2,5 cm, flexibles, rígides i normalment erectes, de color verd intens lleugerament tenyit de blau. Manquen de línia marginal. La inflorescència forma una panícula erecta de nombroses flors bisexuals de color blanquinós o rosat. El fruit és una càpsula dehiscent, que conté llavors de color negre.

## Distribució

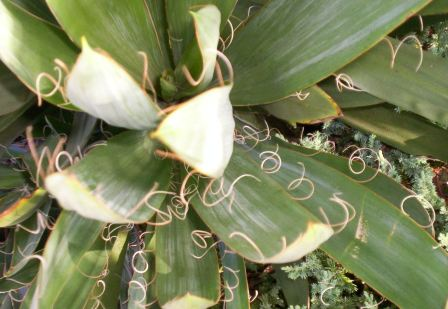
La Yucca filamentosa es distingeix fàcilment d'altres iuques pels filaments de les seves fulles

És nativa del nord-est dels Estats Units, on creix de manera silvestre des de Florida fins a Nou Hampshire; és molt adaptable i resisteix el fred molt millor que altres plantes del mateix gènere. És fàcil confondre-la amb l'estretament emparentada Yucca flaccida, però es distingeix per la més marcada rigidesa de les fulles.